# Коньков, Алексей Вадимович
Коньков Алексей Вадимович (род. 10 июня 1998 года, Вилючинск, Камчатский край) — российский горнолыжник, серебряный призёр юношеских Олимпийских игр, чемпион России 2016 года в командной гонке, трехкратный чемпион России среди юниоров, двукратный победитель этапов Кубка России. С 2015 по 2018 год являлся членом юниорской сборной команды России. Мастер спорта.

## Биография
А. В. Коньков родился 10 июня 1998 года в Вилючинске Камчатской области.
По его словам, первый раз он встал на лыжи в 4 года, упал, разозлился и сказал: «Больше никогда я на ваши лыжи не встану!» Через год тренер Олег Владимирович Буканин набирал детей в спортивную группу ДЮСШ-2, и Лёша пошёл к нему учиться. Мама забирала сына из детского сада сразу после обеда, отвозила на тренировку и издалека наблюдала, как её маленький мальчик осваивает азы горнолыжного спорта. Через год на первенстве Вилючинска Алексей Коньков стал одним из призёров турнира.
Результаты молодого спортсмена улучшались, и, когда тренер Олег Буканин перешел работать в СДЮСШОР по горнолыжному спорту «Морозная» в Елизово, Коньков последовал за ним.
В 2014 году Алексей выиграл первенство России в слаломе, в том же году выступил на детских международные соревнованиях «Пиноккио» в Италии, а через год вошёл в состав юношеской сборной России.
В 2015 году А. Коньков перенёс две операции на голеностопном суставе.
В декабре сезона 2015/2016 он занял третье место на Кубке России в Магнитогорске, а в феврале того же сезона — серебряную медаль на юношеских Олимпийских Играх в Норвежском Лиллехаммере.

## Спортивные достижения
| золото  | Байкальск 2015 | супер-гигант  |
| серебро | Байкальск 2015 | слалом-гигант |
| бронза  | Байкальск 2015 | слалом        |

| Бронза  | Белокуриха 2015   | слалом          |
| Бронза  | Байкальск 2015    | супергигант     |
| Бронза  | Магнитогорск 2015 | суперкомбинация |
| Золото  | Абзаково 2016     | слалом          |
| Серебро | Магнитогорск 2017 | супергигант     |
| Золото  | Абзаково 2018     | слалом-гигант   |

| Бронза | Полярные Зори 2013  | слалом-гигант    |
| Золото | Магнитогорск 2014   | слалом           |
| Золото | Красноярск 2018     | скоростной спуск |
| Золото | Южно-Сахалинск 2018 | супер-гигант     |
| Золото | Южно-Сахалинск 2019 | супер-гигант     |

| Серебро | Лиллехаммер 2016 | командная гонка |

| Золото | Полярные Зори 2016 | командная гонка |

## Деятельность вне спорта
А. В. Коньков ведёт видеоблог в YouTube. В 2016 году он опубликовал видео «Версус Вилючинск».

### Блоги А. В. Конькова
- Aleksey Konkov. YouTube.